# Philipp Meitner
Philipp Meitner (geboren 24. August 1839 in Všechovice; gestorben 9. Dezember 1910 in Wien) war ein österreichischer Schachspieler und Rechtsanwalt, dessen Unsterbliche Remispartie gegen Carl Hamppe zum klassischen Erbe des Schachs gehört.
Meitner nahm an den starken internationalen Schachturnieren in Wien 1873 (7.–8. Platz) und 1882 (14. Platz) teil. 1875 gewann er ein Meisterturnier der Wiener Schachgesellschaft.
Philipp Meitner brachte es als einer der frühen jüdischen Rechtsanwälte in Wien zu Wohlstand.

## Familie
Meitners Vorfahren lebten zunächst in dem mährischen Dorf Meiethein und siedelten nach Wien über. Als sie unter der Herrschaft von Joseph II. Ende des 18. Jahrhunderts einen Familiennamen annehmen mussten, entschieden sie sich im Gedenken an ihre frühere Heimat für den Namen Meietheiner, der später zu Meitner verkürzt wurde.
Am 24. August 1875 heiratete er an seinem 36. Geburtstag die 22-jährige Hedwig Skowran. Aus der Ehe gingen zwischen 1876 und 1891 acht Kinder hervor. Seine zweite Tochter Auguste wurde die Mutter des Physikers Otto Robert Frisch. Die dritte Tochter Lise Meitner erlangte als die Kernphysikerin Bekanntheit.
Philipp Meitner gehörte viele Jahre dem Vorstand der Österreichisch-Israelitischen Union an. Er verstarb am 9. Dezember 1910 an einer Lungenentzündung und wurde in der Alten Jüdischen Abteilung des Wiener Zentralfriedhofes bestattet (Tor 1, Gruppe 50, Reihe 58, Nr. 98).